# الانسجام المسيحي
الانسجام المسيحي هو كتاب ترانيم وألحان جمعه ويليام ووكر. صدر الكتاب عام 1866 (1867 حسب بعض المصادر). إنه جزء من التقليد الأكبر لغناء ملاحظة الشكل.

## المنشأ
وُلد ويليام ووكر عام 1809 في ولاية كارولينا الجنوبية، ونشأ بالقرب من سبارتانبورغ. أصبح قائد الأغنية المعمدانية وشكل العلامة الموسيقية"سيد الغناء". تزوج ووكر وبنجامين فرانكلين وايت، وفي عام 1835، نشر ووكر كتابًا موسيقيًا بعنوان الوئام الجنوبي بأربعة أشكال (fasola). قام بدمج أكثر من نصف محتويات هذا التناغم الجنوبي في كتابه الانسجام المسيحي في عام 1866. من أجل الانسجام المسيحي، تغير ووكر من نظام الأشكال الأربعة إلى نظام ذو سبعة أشكال (doremi). مع الاحتفاظ بالأشكال الأربعة الأصلية للانسجام الجنوبي، ابتكر ثلاثة أشكال أخرى خاصة به. في دفاعه عن تغييره من نظام الأشكال الأربعة الذي دافع عنه سابقًا، أوضح والكر أن الآباء لن يسموا سبعة أطفال بأربعة أسماء فقط. تم إصدار طبعة ثانية في عام 1873. توفي ويليام ووكر في 24 سبتمبر 1875.

## طبعات لاحقة
قبل نشر طبعة جديدة مدمجة من "الاتسجام المسيحي" في عام 2010، تم استخدام نسختين - "كتاب كارولينا" أو "كتاب ووكر" و "كتاب ألاباما" أو "كتاب ديسون".

### كتاب كارولينا
كانت الكتب المستخدمة في غرب ولاية كارولينا الشمالية والمناطق المجاورة لها طبعات 1979 و 1994 و 2002 من طبعة ووكر 1873 من كريستيان هارموني. لم يتم تغيير أي من الأغاني القديمة في إعادة الطباعة الجديدة، تم إضافة أربع أغنيات وبعض التعليقات.

### كتاب ألاباما
كانت طبعة "ألاباما" مراجعة تم إجراؤها تحت قيادة او باريس وجون ديسون، وتم نشرها في عام 1958. استخدمت هذه الطبعة نظام جيسي بي أيكين ذي الأشكال السبعة، تم إجراء هذا التغيير لأن نظام أيكن كان الأكثر شيوعًا بين مغني الإنجيل في الجنوب. بالإضافة إلى التغيير إلى تدوين أيكين، حذفت مراجعة عام 1958 بعض الأغاني وأضفت أغاني جديدة: "لقد أزلنا 179 أغنية من الكتاب القديم. ستجد أن هذه الأغاني نادرًا جدًا إذا تم استخدامها على الإطلاق. لقد قمنا بتغيير الأرقام ولكن 34 أغنية وفي جميع الحالات لم يكن من السهل تجنب ذلك. في 37 أغنية من هذه الأغاني، أعطيناهم مساحة أكبر حتى يمكن قراءتها بسهولة أكبر. لقد قمنا بتضمين 102 أغنية قديمة وحديثة نشعر أنها ستساعد كثيرًا في صنع كتاب أفضل وأكثر فائدة". (مقدمة لطبعة 1958)
تم استخدامه بشكل رئيسي في ألاباما وميسيسيبي. وتم إصدار تنقيحات كتاب "ألاباما" في عام 1994، مع بعض التغييرات والتصحيحات في الأغنية، ومرة أخرى في عام 2002.

### طبعة عام 2010 المجمعة
طبعة 2010 تحتوي على 672 أغنية. تم طبع الكتاب حديثًا ويستخدم نظام أيكين ذي الأشكال السبعة.
تستنسخ الصفحات من 1 إلى 381 إلى حد كبير محتويات وترقيم الصفحات من كتاب ألاباما لعام 1958. الصفحات 397-541 ر تحتوي على أغانٍ موجودة في كتاب كارولينا ولكن تم حذفها من قبل منقحي عام 1958، بالترتيب (حوالي 200 أغنية). (الصفحات 388 و 393 ب و 545 ب تحتوي أيضًا على موسيقى من كتاب كارولينا، خارج الترتيب.) الصفحات 382، 384-385، 543-545 طنًا، 546-548، و 549 ب (الأغنية الأخيرة في الكتاب) تحتوي على موسيقى جديدة لا مدرج في كتاب كارولينا أو في كتاب ألاباما لعام 1958. تتكون الصفحات الاثنتا عشرة والنصف المتبقية من أغانٍ من كتاب ألاباما لعام 1958 والتي تم نقلها من أجل تصميم أكثر اتساعًا.

## المجتمعات الغنائية والتقاليد
في عام 1933، قدم جورج بولين جاكسون تقريرًا عن غناء كريستيان هارموني في أربع ولايات، جنوب كارولينا (داخل وحول مقاطعات سبارتانبورغ وفي مقاطعات يورك ويونيون وجرينفيل)، شمال كارولينا (مقاطعتا روثرفورد وبونكومب)، وجنوب ميسوري (تقليد الغناء الممتد. إلى عام 1889)، وألاباما (56 أغنية في عام 1932 في "تسع مقاطعات في منتصف الولاية"). أفاد الناشر، شركة E.W. Miller فيفيلادلفيا، أن المبيعات اقتصرت إلى حد كبير على منطقة سبارتانبورغ في ذلك الوقت.
تسجل الدقائق عبر الإنترنت 43 أغنية من الوئام المسيحي في عام 2010 (12 في شمال كارولينا، وتسعة في ألاباما، وستة في جورجيا، وستة في فرجينيا، وخمسة في جنوب كارولينا، وثلاثة في تينيسي، وواحدة في ميسيسيبي، وواحدة في تكساس) و 23 أغنية في عام 2011 (11 في ولاية كارولينا الشمالية، وثلاثة في جنوب كارولينا، وثلاثة في تينيسي، وثلاثة في جورجيا، واثنان في ألاباما، وواحد في أركنساس). تُقام معسكر دوريمي، وهي مدرسة صيفية للغناء في ليتل سويسرا بولاية شمال كارولينا، سنويًا وتستخدم كلًا من الوئام المسيحي وقيثارة كولومبيا الجديدة.
تم تنظيم مؤتمر نيوتن كاونتي، ميسيسيبي، كريستيان هارموني في عام 1875 ويعتقد أنه أقدم مؤتمر كريستيان هارموني مستمر. طور هذا الغناء أو حافظ على بعض السمات التقليدية المميزة، مثل أسلوب الرنين المستمر للغناء، واستخدام أغنية "الطائرة بدون طيار" كأغنية ختامية.
يستمر الغناء من كتاب "الانسجام المسيحي" منذ القرن التاسع عشر، في كنيسة نجمة الصباح الميثودية، وقبل ذلك في كنيسة حقل الجراد (الآن الكنيسة المعمدانية الأولى). يُقام غناء إيتواه مرتين سنويًا، والذي يُقام الآن في هورسشو، شمال كارولاينا، منذ عام 1909.
في يوم الأحد 27 أكتوبر 2013، أقيم أول غناء كريستيان هارموني طوال اليوم في أوروبا في كنيسة سانت ماري في بريمروز هيل، الذي استضافه مطربو القيثارة المقدسة في لندن، الذين يغنون الآن بانتظام من إصدار 2010 لوكر كريستيان هارموني. وكان من بين الحضور مطربو القيثارة المقدسة من المملكة المتحدة وأيرلندا وأوروبا والولايات المتحدة. ومن المقرر أن يقام الحدث في نفس يوم الأحد في أكتوبر 2014 في نفس المكان.